# 妫水河
40°27′01″N 115°53′10″E / 40.4502913°N 115.8861856°E
妫水河是北京地区的一条河流，永定河的支流。

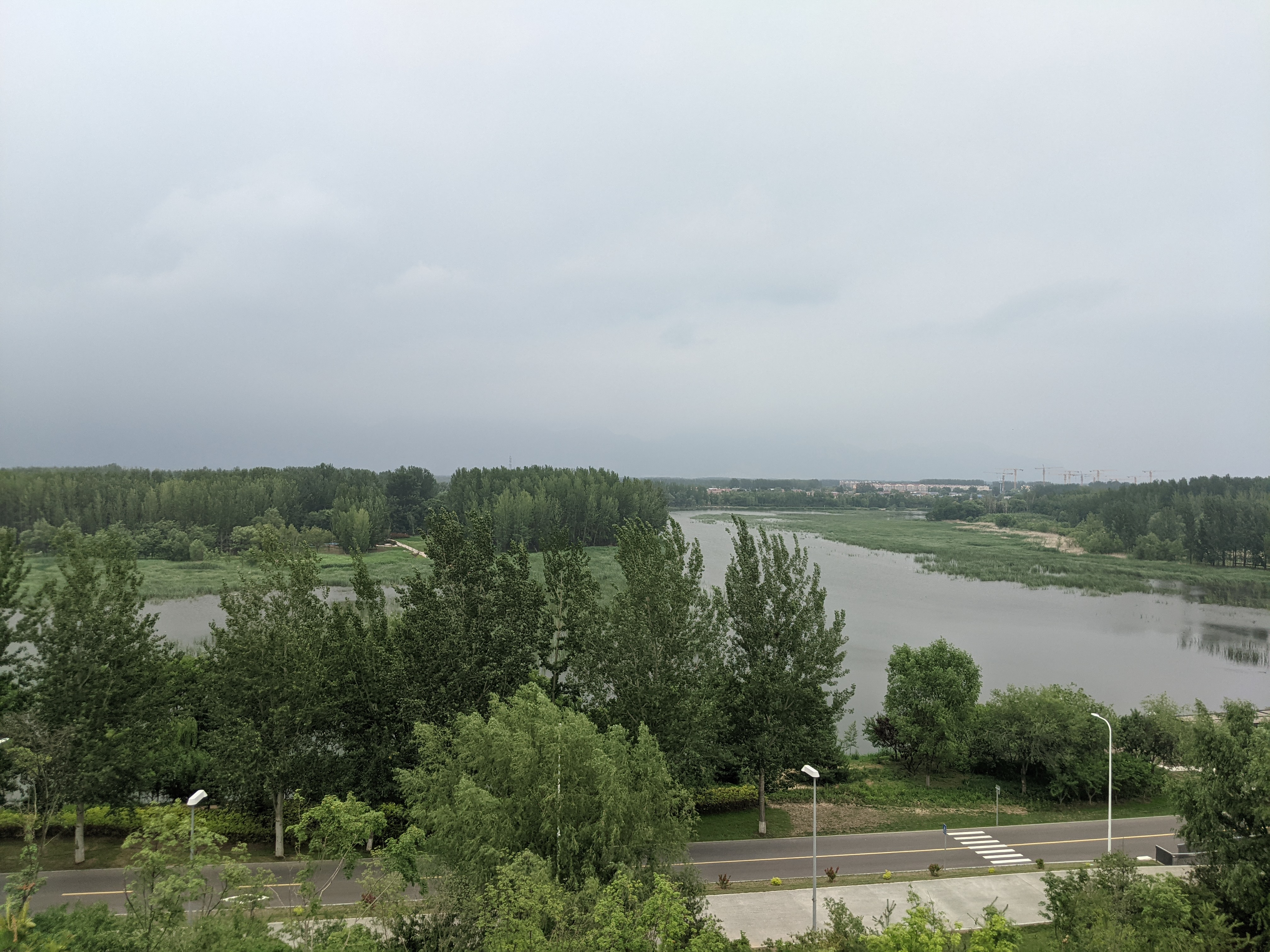
妫水流经北京世园公园

在延庆县境内。发源于永宁乡上磨村黄龙潭和黑龙潭，方向自东向西，汇入官厅水库。全长18.5公里，平均年径流量1.18亿立方米，流域面积1073.6平方公里。
有支流8条，支流上建有佛峪口水库和古城水库。

## 外在链接
- 妫水河图片和概况介绍（页面存档备份，存于）